# Garfield (condado de Polk, Wisconsin)
Garfield es un pueblo ubicado en el condado de Polk en el estado estadounidense de Wisconsin. En el Censo de 2010 tenía una población de 1692 habitantes y una densidad poblacional de 18.58 personas por km².

## Geografía
Garfield se encuentra ubicado en las coordenadas 45°20′52″N 92°29′18″O / 45.34778, -92.48833. Según la Oficina del Censo de los Estados Unidos, Garfield tiene una superficie total de 91.05 km², de la cual 85.01 km² corresponden a tierra firme y (6.64 %) 6.05 km² es agua.

## Demografía
Según el censo de 2010, había 1692 personas residiendo en Garfield. La densidad de población era de 18.58 hab./km². De los 1692 habitantes, Garfield estaba compuesto por el 95.51 % blancos, el 0.18 % eran afroamericanos, el 0.53 % eran amerindios, el 0.24 % eran asiáticos, el 0.06 % eran isleños del Pacífico, el 2.48 % eran de otras razas y el 1 % pertenecían a dos o más razas. Del total de la población el 3.49 % eran hispanos o latinos de cualquier raza.